# Larry Hollyfield

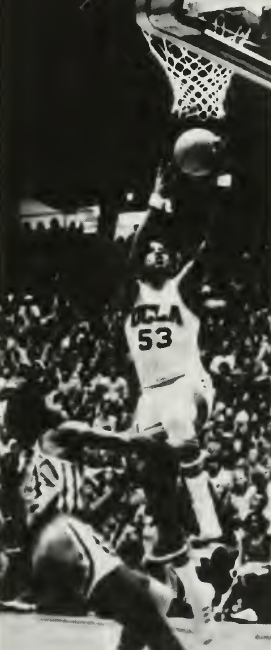
Larry Hollyfield (1973)

Larry Hollyfield ist ein ehemaliger US-amerikanischer Basketballspieler.

## Werdegang
Der 1,96 Meter große, auf der Flügelposition eingesetzte Hollyfield spielte als Schüler Basketball an der Compton High School im US-Bundesstaat Kalifornien. Nach einer Saison am Compton College holte ihn Trainer John Wooden 1970 an die University of California, Los Angeles (UCLA). Mit der Mannschaft gewann er 1971, 1972 und 1973 den NCAA-Meistertitel. Im Endspiel 1971 kam Hollyfield nicht zum Einsatz. 1972 stand er neun Minuten auf dem Spielfeld und erzielte zwei Punkte, 1973 trug er im Endspiel in 30 Minuten Einsatzzeit 8 Punkte bei. Insgesamt bestritt er 71 Spiele für UCLA, in denen er im Durchschnitt 5,4 Punkte erzielte.
In zwei Jahren als Mitglied der Schulmannschaft der Compton High School, seinem Jahr am Compton College sowie den drei Spielzeiten an der University of California, Los Angeles verlor Hollyfield mit seinen Mannschaften von insgesamt 185 Spielen nur eines. Er war für seine spektakuläre und athletische Spielweise bekannt.
Die Portland Trail Blazers sicherten sich beim Draftverfahren der NBA im Jahr 1973 die Rechte an dem Flügelspieler, ließen ihn in der siebten Auswahlrunde an insgesamt 105. Stelle aufrufen. Ein NBA-Spiel bestritt er jedoch nie. In der Saison 1975/76 spielte Hollyfield für ADB Koblenz in der deutschen Basketball-Bundesliga, verpasste mit der Mannschaft aber den Klassenerhalt in der Bundesliga.
Im Alter von 32 Jahren musste bei Hollyfield aufgrund von Durchblutungsstörungen im Fuß eine Amputation vorgenommen werden, er erhielt eine Beinprothese. Im April 2009 erlitt Hollyfield einen Schlaganfall und war anschließend teilweise gelähmt.